# 霍安·卡涅利亚斯
霍安·卡涅利亚斯（西班牙語：Joan Cañellas，1986年9月30日—），西班牙男子手球运动员。他曾代表西班牙国家队参加2012年夏季奥林匹克运动会男子手球比赛，获得第七名。